# Ninjago: Garmadons Motorrad-Gang
Garmadons Motorrad-Gang (englischer Originaltitel Sons of Garmadon) ist die achte Staffel der computeranimierten Fernsehserie Ninjago: Meister des Spinjitzu (seit Staffel 11 nur Ninjago). Die Serie wurde von Michael Hegner und Tommy Andreasen entwickelt. Die achte Staffel, die nach Meister der Zeit spielt, wurde vom 19. März 2018 bis zum 1. Mai 2018 ausgestrahlt.
Die Staffel war die erste, die nach dem Kinofilm The LEGO Ninjago Movie produziert wurde, was einige Auswirkungen auf die Produktion hatte. Die Staffel schaffte neue, vom Kinofilm inspirierte Charakter-Designs, wie Gesicht- und Haarveränderungen für die Ninja, die deutlich von denen der ersten 7 Staffeln abweichen. Dieser Schritt war vor allem bei den Fans der Serie umstritten. In der englischen Version der Serie wurde Lloyd zusätzlich noch eine neue, ältere Stimme gegeben, die ihm von Sam Vincent gegeben wurde, der Jillian Michaels somit ersetzt. In der deutschen Version wurde dies durch eine etwas tiefergelegte Stimme von Christian Zeiger, der Lloyd schon von Anfang im deutschen Ninjago spricht, reininterpretiert.
In der Staffel wird die Figur der Prinzessin Harumi als Hauptgegnerin eingeführt, die sich als Anführerin einer kriminellen Bande namens Garmadons Motorrad-Gang herausstellt. Die Handlung folgt Harumis Plan, die drei Oni-Masken zu stehlen, um Lord Garmadon in seiner puren, bösen Form zurückzuholen. Die Staffel löst auch den Cliffhanger der letzten Staffel namens Meister der Zeit auf, in der Meister Wu im Zeitwirbel am Ende der Staffel verloren gegangen ist. Er kehrt als ein Baby zurück, da die Zeitumkehrklinge ihn ebenfalls jünger gemacht hat. Die Staffel endet mit der Rückkehr von Lord Garmadon und dem Sieg über die Ninja, was zu einem Cliffhanger führt, der in der nächsten Staffel aufgelöst wird.

## Synchronisation
| Rolle                             | Englischer Sprecher | Deutscher Sprecher                                   |
| --------------------------------- | ------------------- | ---------------------------------------------------- |
| Lloyd Garmadon                    | Sam Vincent         | Christian Zeiger                                     |
| Kai                               | Vincent Tong        | Wanja Gerick                                         |
| Jay                               | Michael Adamthwaite | Sebastian Kluckert                                   |
| Zane                              | Brent Miller        | Robin Kahnmeyer                                      |
| Cole                              | Kirby Morrow        | Dirk Stollberg                                       |
| Nya                               | Kelly Metzger       | Maria Koschny (8.01–8.05)Magdalena Turba (8.06-8.10) |
| Baby Wu                           | Caleb Skeris        | Anni C. Salander                                     |
| Prinzessin Harumi/Der stille Boss | Britt McKillip      | Rieke Werner                                         |

## Produktion

### Charakter-Design
Garmadons Motorrad-Gang war die erste, die nach dem Kinofilm The LEGO Ninjago Movie, dem dritten Film des The LEGO Movie Franchise. Der englische Titel der Staffel und die erste Szene wurden auf der San Diego Comic-Con 2017 gezeigt. Die achte Staffel schaffte neue Designs für die Ninja, basierend auf denen, die ihm Kinofilm genutzt wurden, wie neue Gesichts- und Haardesigns. Diese Änderung war besonders bei den bisherigen Fans der Serie umstritten. Infolge der Kontroverse veröffentlichte Co-Creator Tommy Andreasen eine Erklärung auf Twitter, in der er bestätigte, dass die achte Staffel eine Fortsetzung der vorangegangenen Handlung sei, und erklärte: „Mehrere Charaktere wie Zane und Cole wurden im Laufe der langen Laufzeit der Serie grundlegend verändert. Normalerweise finden diese Änderungen innerhalb der Episoden statt. Diesmal jedoch, da seit dem Ende von Meister der Zeit viel Zeit vergangen ist, sind die Veränderungen einfach da. Auch wenn es beim ersten Mal Fragen aufwirft, werden die meisten dieser Änderungen in den Episoden angesprochen. Die auffälligste Veränderung hat man bereits bei Lloyd gesehen. Die anderen Ninja werden trotz einiger Anpassungen die Originalgesichter aus der Serie verwenden und von den Originalsprechern gesprochen, ihr könnt also sicher sein, dass es sich um die Charaktere handelt, die ihr kennt und liebt.“

### Animation und Mitwirkende
Die Animationen für Staffel 8 wurden wie gewöhnlich von Wil Film ApS in Dänemark produziert. Für die achte Staffel hat Wil Film Änderungen an der Produktionsstruktur vorgenommen, um die Serie optisch zu verbessern.
Peter Hauser war der Regisseur der Staffel, Louise Barkholt die Produzentin.
Die Staffel wurde von Dan Hageman und Kevin Hageman geschrieben, die auch die leitenden Produzenten der Staffel waren und die ursprünglichen Autoren der ersten Staffel.
Die Staffel wurde von Jay Vincent und Michael Kramer vertont.

## Erscheinung
Der erste Trailer für die Staffel wurde am 5. Januar 2018 auf dem LEGO YouTube-Kanal veröffentlicht. Die Staffelpremiere erfolgte am 19. März 2018 auf Super RTL mit der Folge namens Die Maske der Täuschung. Die restlichen Folgen wurden innerhalb von dem Rest des März veröffentlicht, bis am 1. Mai 2018 schließlich das Staffelfinale namens Kleines Ninjago, großer Ärger erschien.
Die Staffelpremiere von Garmadons Motorrad-Gang wurde in Amerika am 16. April 2018 ausgestrahlt und erreichte mit 0,50 Millionen Zuschauern eine Position von 109 in den Top 150 Original Cable Telecasts.

## Handlung
Garmadons Motorrad-Gang, eine kriminelle Biker-Gang, stiehlt die Oni-Maske der Vergeltung. Die Ninja werden von der königlichen Familie herbeigerufen, die sie bittet, die Oni-Maske der Täuschung zu beschützen. Dort lernen sie Prinzessin Harumi kennen. Nachts folgt Lloyd einer Gestalt aus dem Palast und entdeckt, dass es sich dabei um Harumi handelt. Sie verteilen Essen an Kinder und Lloyd entwickelt Gefühle für die Prinzessin. Garmadons Motorrad-Gang greift den königlichen Palast an und Lloyd entkommt mit Harumi auf einem Motorrad. Sie überleben, verlieren aber die Oni-Maske. Lloyd, Jay, Zane und Cole besuchen Mistakés Teeladen. Sie erzählt die „Sage der Oni und der Drachen“, während Cole und Zane zur Polizeiwache gehen. Mistaké erzählt Lloyd, dass Garmadons Motorrad-Gang die drei Oni-Masken benutzen will, um Lord Garmadon in einer rein bösen Form wieder auferstehen zu lassen. Auf dem Polizeirevier bringen Zane und Cole Luke Cunningham dazu, den Treffpunkt der Motorrad-Gang zu verraten. Sie gehen verkleidet zum Treffpunkt, und als Coles Tarnung auffliegt, wird er gefangen genommen, aber Zane wird als „Jake Schlangenschleim“ angeheuert. Sie zwingen Zane, an einem Motorradrennen teilzunehmen, aber ein Anruf von dem stillen Boss, dem Anführer der Bande, enthüllt, dass Zane ein Spion ist. Zane ist gezwungen, gegen Mr. E, den obersten General von Garmadons Motorrad-Gang, zu kämpfen, der sich als Nindroid herausstellt, Zane von einer Klippe stößt und ihn beinahe vernichtet. Cole flieht aus seiner Zelle im Hauptquartier der Bande und findet ein Baby, das er mit sich nimmt.
Die Ninja finden Zane und starten seine Systeme neu, ohne zu wissen, dass Mr. E ihm eine mechanische Spinne eingepflanzt hat, die das Flugschiff und P.I.X.A.L. elektrisch lahmlegt. Während sie sich um das Baby kümmern, entdecken die Ninja den Standort der Maske des Hasses. Als der Samurai-Mech Harumi gefangen nimmt, springt Lloyd auf ihn und stürzt mit ihr zu Boden. Nya nutzt den Regen, um den Sinkflug der Bounty zu verlangsamen, und sie stürzen in das Auge des Urwalds. Die Ninja bemerken, dass das Baby plötzlich ein Kleinkind ist und stellen fest, dass es Meister Wu ist. P.I.X.A.L. findet heraus, dass das Signal des stillen Bosses von dem Flugschiff kam, was beweist, dass die Anführerin Harumi ist. Die Ninja werden von Garmadons Motorrad-Gang gefangen genommen, während Lloyd und Harumi den Oni-Tempel ausfindig machen. Lloyd erkennt, dass Harumi der stille Boss ist, und sie kämpfen um die Maske, doch Harumi entkommt. Garmadons Motorrad-Gang geht mit den drei Oni-Masken und dem Flugschiff.
Garmadons Motorrad-Gang bringt Lloyd und Misako zum Tempel der Auferstehung und sperren sie in Zellen ein. Harumi führt das Ritual zur Wiederauferstehung von Lord Garmadon durch. Den Ninja gelingt es, das Ritual zu stoppen, und die Polizei verhaftet die Bande. Zurück im Tempel stellt sich heraus, dass das Ritual doch erfolgreich war, und Garmadon wieder auferstanden war. Er befreit Harumi und sie gehen zum kryptonischen Gefängnis, um die Gefangenen zu befreien. Lloyd sucht seinen Vater allein auf und es kommt zu einem brutalen Kampf, bei dem Lloyd fast ums Leben kommt. Garmadon erobert Ninjago, indem er einen Steinriesen erschafft. Lloyd wacht auf und stellt fest, dass seine Elementarkräfte verschwunden sind. Er nimmt Wu mit und flieht mit Harumi, die ihn verfolgt. Lloyd wirft Wu den Ninja an Bord des Flugschiffs zu, aber der Sprung ist zu weit für ihn. Der Steinriese schnappt sich das Flugschiff und zerquetscht es, aber bevor es zerstört wird, benutzen die Ninja den Tee der Reisenden, um zu entkommen, und finden sich in der Welt der Oni und Drachen wieder. Lloyd und Nya trauern um ihren Verlust und tauchen unter, ohne zu wissen, dass die anderen überlebt haben.

## Episoden
| Nr. (ges.) | Nr. (St.) | Deutscher Titel                                 | Originaltitel               | Regie                  | Drehbuch                                  | Premiere AUS  | Dt. Premiere D |
| ---------- | --------- | ----------------------------------------------- | --------------------------- | ---------------------- | ----------------------------------------- | ------------- | -------------- |
| 75         | 1         | Die Maske der Täuschung                         | The Mask of Deception       | Peter Hausner          | Dan Hageman & Kevin Hageman & Bragi Schut | 20. Jan. 2018 | 19. März 2018  |
| 76         | 2         | Prinzessin Harumi                               | The Jade Princess           | Jens Moller            | Dan Hageman & Kevin Hageman & Bragi Schut | 27. Jan. 2018 | 20. März 2018  |
| 77         | 3         | Die Oni und die Drachen                         | The Oni and the Dragon      | Trylle Vilstrup        | Dan Hageman & Kevin Hageman & Bragi Schut | 3. Feb. 2018  | 21. März 2018  |
| 78         | 4         | Jake Schlangenschleim (Alternativ: Jake Jaguar) | Snake Jaguar                | Michael Helmuth Hansen | Dan Hageman & Kevin Hageman               | 10. Feb. 2018 | 22. März 2018  |
| 79         | 5         | Die Ruhe vor dem Sturm                          | Dead Man’s Squall           | Frederik Budolph       | Bragi Schut                               | 17. Feb. 2018 | 23. März 2018  |
| 80         | 6         | Im Auge des Urwalds                             | The Quiet One               | Jens Moller            | Bragi Schut                               | 24. Feb. 2018 | 1. Mai 2018    |
| 81         | 7         | Die dritte Maske                                | Game of Masks               | Trylle Vilstrup        | Dan Hageman & Kevin Hageman               | 3. März 2018  | 1. Mai 2018    |
| 82         | 8         | Die Zeremonie                                   | Dread on Arrival            | Michael Helmuth Hansen | Dan Hageman & Kevin Hageman & Bragi Schut | 10. März 2018 | 1. Mai 2018    |
| 83         | 9         | Die wahre Macht                                 | True Potential              | Jens Moller            | Dan Hageman & Kevin Hageman & Bragi Schut | 17. März 2018 | 1. Mai 2018    |
| 84         | 10        | Kleines Ninjago, großer Ärger                   | Big Trouble, Little Ninjago | Trylle Vilstrup        | Dan Hageman & Kevin Hageman               | 24. März 2018 | 1. Mai 2018    |

## Andere Medien
Die Staffel wurde von einem entsprechenden Rennspiel mit dem Titel „Ride Ninja“ begleitet, das für Android und iOS veröffentlicht wurde. Es wurde von Amuzo Games entwickelt und von LEGO veröffentlicht.